# 공손월
공손 월(公孫越, ? ~ 191년)은 중국 후한 말의 무장이다.

## 행적
후한 말기의 군벌 공손찬(公孫瓚)의 종제이다.
공손찬이 기주로 진출하여 한복(韓馥)을 공격해 격파했다. 이로 인해 한복이 힘을 잃자 여러 세력들이 기주를 공격하였고, 당시 한복의 객장이었던 원소(袁紹)는 영내의 위협세력을 모두 격파해 제거하고 한복을 협박해 기주를 차지했다. 공손찬은 원소와 사이가 나쁘던 원술(袁術)과 연합했고 공손월에게 1천명의 기병을 주어 원술에게 파견했다.
원술은 손견(孫堅)과 공손월을 파견해 원소에게 탈취당한 양성을 공격했으나, 양성은 함락되지 않았고 공손월은 날아온 화살에 맞아 전사했다. 공손찬은 공손월의 사망소식을 전해듣고 분노하여 공손월이 죽게 된 것은 모두 원소의 탓이라 말했다고 한다. 이로 인하여 공손찬의 남진이 시작되었다.

## 공손월의 친족관계

### 관련 인물
공손범　공손속　공손찬